# Hessenpokal (Fußball) 2020/21
Der Hessenpokal 2020/21 war die 76. Austragung des Fußballpokalwettbewerbs der Männer. Der offizielle Name lautet „Bitburger Hessenpokal“, da der Pokal seit der  Saison 2019/20 von der Bitburger Brauerei gesponsert wird.
Der Sieger des Hessenpokals nimmt in der Folgesaison am DFB-Pokal 2021/22 teil. Sollte sich der Sieger des Hessenpokals bereits über einen anderen Weg für den DFB-Pokal 2021/22 qualifiziert haben, geht das Startrecht auf den unterlegenen Finalgegner über.

## Teilnehmende Mannschaften
An der 1. Pokalrunde nahmen die 32 hessischen Kreispokalsieger der Saison 2019/20 teil.
Für das Achtelfinale waren die hessischen Vertreter der Regionalliga Südwest 2019/20 (Kickers Offenbach, TSV Steinbach Haiger,  FSV Frankfurt, FC Gießen, FC Bayern Alzenau), der Meister der Lotto-Hessenliga 2019/20 (TSV Eintracht Stadtallendorf) sowie der hessische Vertreter der 3. Liga 2020/21 (SV Wehen Wiesbaden) und der Fairplay-Sieger der Saison 2019/20 aus Hessens überkreislichen Ligen (Ober-, Verbands- und Gruppenligen), der SV 1934 Hallgarten, qualifiziert.

## 1. Runde
Die Spiele der 1. Runde fanden am 30. September 2020 und am 6. Oktober 2020 statt.
| Datum                 |                          | Ergebnis  |                              |
| --------------------- | ------------------------ | --------- | ---------------------------- |
| 30.09.2020, 19:00 Uhr | SG Hombressen/Udenhausen | 1:2       | Lichtenauer FV               |
| 30.09.2020, 19:00 Uhr | FSG Bebra                | 1:3       | Hünfelder SV                 |
| 30.09.2020, 19:00 Uhr | VfB Oberndorf            | 2:4       | SG Bad Soden                 |
| 30.09.2020, 19:00 Uhr | SV 07 Geinsheim          | 2:0       | SG Walluf                    |
| 30.09.2020, 19:00 Uhr | FV Mümling-Grumbach      | 2:4       | Eintracht Wald-Michelbach    |
| 30.09.2020, 19:00 Uhr | SV Pars Neu-Isenburg     | 3:2 n. V. | Germania Ober-Roden          |
| 30.09.2020, 19:15 Uhr | SC Waldgirmes            | 2:4       | FSV 1926 Fernwald            |
| 30.09.2020, 19:30 Uhr | FC Ederbergland          | 3:2       | FV Breidenbach               |
| 30.09.2020, 19:30 Uhr | SpVgg. Leusel            | 0:2       | SG Barockstadt Fulda-Lehnerz |
| 30.09.2020, 19:30 Uhr | SSC Juno Burg            | 4:7 n. V. | TuS Dietkirchen              |
| 30.09.2020, 19:30 Uhr | FSV Dauernheim           | 0:8       | Hanauer SC 1960              |
| 30.09.2020, 19:30 Uhr | Rot-Weiß Frankfurt       | 1:5       | Türk Gücü Friedberg          |
| 30.09.2020, 20:00 Uhr | SC Willingen             | 4:1       | SV Bauerbach                 |
| 30.09.2020, 20:00 Uhr | SF Friedrichsdorf        | 0:5       | SV Zeilsheim                 |
| 30.09.2020, 20:00 Uhr | FV Biebrich 02           | 1:0       | SC Viktoria Griesheim        |
| 06.10.2020, 19:00 Uhr | FSG Gudensberg           | 1:2       | KSV Hessen Kassel            |

## 2. Runde
Die Spiele der 2. Runde fanden am 13. und 14. Oktober 2020 statt.
| Datum                 |                           | Ergebnis  |                              |
| --------------------- | ------------------------- | --------- | ---------------------------- |
| 13.10.2020, 19:30 Uhr | TuS Dietkirchen           | 0:4       | FSV 1926 Fernwald            |
| 14.10.2020, 19:00 Uhr | FC Ederbergland           | 1:2       | KSV Hessen Kassel            |
| 14.10.2020, 19:30 Uhr | Lichtenauer FV            | 5:2       | SC Willingen                 |
| 14.10.2020, 19:30 Uhr | SG Bad Soden              | 2:5       | Hünfelder SV                 |
| 14.10.2020, 19:30 Uhr | Hanauer SC 1960           | 2:3       | SG Barockstadt Fulda-Lehnerz |
| 14.10.2020, 19:30 Uhr | SV 07 Geinsheim           | 0:1 n. V. | FV Biebrich 02               |
| 14.10.2020, 20:00 Uhr | Eintracht Wald-Michelbach | 1:3       | SV Pars Neu-Isenburg         |
| 14.10.2020, 20:30 Uhr | SV Zeilsheim              | 1:0       | Türk Gücü Friedberg          |

## Achtelfinale
Mit dem Achtelfinale stiegen auch die oben genannten gesetzten Mannschaften in den Wettbewerb ein. Die Spiele sollten im November und Dezember ausgetragen werden. Aufgrund der COVID-19-Pandemie wurden die Spiele zunächst verschoben und schließlich abgesagt, da die Vereine unterhalb der Regionalliga nicht mehr im Trainingsbetrieb waren. Stattdessen wurde der Wettbewerb mit dem Viertelfinale fortgesetzt.
| Datum    |                              | Ergebnis |                              |
| -------- | ---------------------------- | -------- | ---------------------------- |
| Abgesagt | SV Zeilsheim                 | : w/o    | SV Wehen Wiesbaden           |
| Abgesagt | FSV 1926 Fernwald            | : w/o    | FSV Frankfurt                |
| Abgesagt | SV Pars Neu-Isenburg         | : w/o    | TSV Steinbach Haiger         |
| Abgesagt | Hünfelder SV                 | : w/o    | Kickers Offenbach            |
| Abgesagt | SG Barockstadt Fulda-Lehnerz | : w/o    | FC Gießen                    |
| Abgesagt | Lichtenauer FV               | : w/o    | FC Bayern Alzenau            |
| Abgesagt | FV Biebrich 02               | : w/o    | TSV Eintracht Stadtallendorf |
| Abgesagt | SV 1934 Hallgarten           | : w/o    | KSV Hessen Kassel            |

## Viertelfinale
Das Viertelfinale fand am 27. und 28. April 2021 statt. Es waren folgende Begegnungen angesetzt:
| Datum                 |                              | Ergebnis |                      |
| --------------------- | ---------------------------- | -------- | -------------------- |
| 27.04.2021, 17:30 Uhr | KSV Hessen Kassel            | 0:3      | TSV Steinbach Haiger |
| 28.04.2021, 17:00 Uhr | FC Gießen                    | 1:2      | SV Wehen Wiesbaden   |
| 28.04.2021, 17:30 Uhr | FC Bayern Alzenau            | 2:1      | Kickers Offenbach    |
| 28.04.2021, 19:00 Uhr | TSV Eintracht Stadtallendorf | 1:2      | FSV Frankfurt        |

## Halbfinale
Das Halbfinale fand am 12. Mai 2021 statt. Es waren folgende Begegnungen angesetzt:
| Datum                 |                      | Ergebnis |                    |
| --------------------- | -------------------- | -------- | ------------------ |
| 12.05.2021, 17:30 Uhr | TSV Steinbach Haiger | 3:2      | FC Bayern Alzenau  |
| 12.05.2021, 19:00 Uhr | FSV Frankfurt        | 0:5      | SV Wehen Wiesbaden |

## Finale
| TSV Steinbach Haiger                                               | TSV Steinbach Haiger | SV Wehen Wiesbaden | SV Wehen Wiesbaden |
| ------------------------------------------------------------------ | --- | --- | ------------------ |
| TSV Steinbach Haiger                                               | \| 29. Mai 2021 um 14:00 Uhr in Haiger (SIBRE-Sportzentrum Haarwasen) \| \| Ergebnis: 0:3 (0:0) \| \| Zuschauer: 570 \| \| Schiedsrichter: Timo Wlodarczak \| \| Spielbericht \|                                                                             | \| 29. Mai 2021 um 14:00 Uhr in Haiger (SIBRE-Sportzentrum Haarwasen) \| \| Ergebnis: 0:3 (0:0) \| \| Zuschauer: 570 \| \| Schiedsrichter: Timo Wlodarczak \| \| Spielbericht \|                                                                                          | SV Wehen Wiesbaden |
| TSV Steinbach Haiger                                               | Tim Paterok – Philipp Hanke, Ivan Mihaljević, Benjamin Kirchhoff, Saša Strujić – Kevin Lahn, Sören Eismann (73. Johannes Bender), Christian März (67. Kō Sawada), Sascha Marquet – Paul Stock (67. Dino Bišanović), Serhat İlhan Cheftrainer: Adrian Alipour | Tim Boss – Jakov Medić, Sascha Mockenhaupt, Florian Carstens, Michel Niemeyer – Kevin Lankford, Paterson Chato (82. Tim Walbrecht), Gustaf Nilsson (51. Benedict Hollerbach), Gianluca Korte (86. Lucas Brumme) – Johannes Wurtz, Phillip Tietz Cheftrainer: Rüdiger Rehm | SV Wehen Wiesbaden |
| TSV Steinbach Haiger                                               | 0:1 Wurtz (61.) 0:2 Wurtz (64.) 0:3 Wurtz (86.) | | SV Wehen Wiesbaden |
| TSV Steinbach Haiger                                               | ? | Wurtz, Niemeyer | SV Wehen Wiesbaden |
| 29. Mai 2021 um 14:00 Uhr in Haiger (SIBRE-Sportzentrum Haarwasen) | | |                    |
| Ergebnis: 0:3 (0:0)                                                | | |                    |
| Zuschauer: 570                                                     | | |                    |
| Schiedsrichter: Timo Wlodarczak                                    | | |                    |
| Spielbericht                                                       | | |                    |

## Torschützenliste
Nachfolgend sind die Torschützen des Hessenpokals 2020/21 aufgeführt. Sie sind nach Anzahl ihrer Treffer, bei gleicher Toranzahl alphabetisch sortiert.
| Pl.                 | Spieler               | Mannschaft           | Tore |
| ------------------- | --------------------- | -------------------- | ---- |
| 1.                  | Maziar Namavizadeh    | SV Pars Neu-Isenburg | 4    |
| 1.                  | Sebastian Müller      | SC Willingen         | 4    |
| 1.                  | Tim Richter           | FSV 1926 Fernwald    | 4    |
| 1.                  | Vasilije Radenovic    | Lichtenauer FV       | 4    |
| 2.                  | Abdussamed Gürsoy     | Hanauer SC 1960      | 3    |
| 2.                  | Christoph Sternstein  | Hünfelder SV         | 3    |
| 2.                  | Gustaf Nilsson        | SV Wehen Wiesbaden   | 3    |
| 2.                  | Johannes Wurtz        | SV Wehen Wiesbaden   | 3    |
| 2.                  | Matias Gonzalo Tadeis | Lichtenauer FV       | 3    |
| 2.                  | Robin Dankof          | TuS Dietkirchen      | 3    |
| 3.                  | weitere 16 Spieler    | weitere 16 Spieler   | 2    |
| 4.                  | weitere 66 Spieler    | weitere 66 Spieler   | 1    |
| Stand: 29. Mai 2021 |                       |                      |      |